# Músculo digástrico
El músculo digástrico (llamado digástrico por estar constituido por dos vientres musculares) se extiende desde la base del cráneo al hueso hioides y desde este a la porción central de la mandíbula. Representa en su conjunto un largo arco de concavidad dirigida hacia arriba, que abraza a la vez a la glándula parótida y la glándula submandibular. A causa de su situación se le considera como un músculo suprahioideo.

## Inserciones
El músculo digástrico como su nombre lo especifica, está constituido por dos porciones o vientres, uno anterior y otro posterior, unidos entre sí por un tendón intermedio.
- El vientre posterior o mastoideo tiene un origen (inserción) en el lado medial de la apófisis mastoides, en una ranura especial, llamada ranura digástrica. Esta inserción de origen se efectúa, en parte por fibras carnosas y en parte por fibras tendinosas, que se prolongan por la cara interna y por el borde superior del músculo. Desde la ranura digástrica, el vientre posterior se dirige oblicuamente hacia abajo, adelante y adentro, y después de un trayecto de 3 o 4 cm termina en el lado interno de una hoja tendinosa enrollada en semicono, la cual se transforma paulatinamente en un tendón cilíndrico: el tendón intermedio.
- El tendón intermedio continúa la dirección del vientre posterior; se aproxima luego al músculo estilohioideo, al que atraviesa por su parte más inferior, llegando de este modo al cuerpo del hioides. Encorvándose entonces sobre sí mismo se dirige hacia delante y adentro, e inmediatamente después da origen a los fascículos carnosos, cuya reunión constituye el vientre anterior del músculo.
- El vientre anterior se dirige de atrás a delante y un poco de fuera a dentro, hacia el borde inferior de la mandíbula; finalmente va a fijarse algo por fuera de la sínfisis, en una fosilla especial descrita con el nombre de fosilla digástrica. Aquí también, como en la ranura digástrica, la inserción del músculo se efectúa en parte por fibras carnosas y en parte por lengüetas tendinosas cortas.
- Conexiones del tendón intermedio con el hioides. Al salir del ojal que le ofrece el estilohioideo, el tendón intermedio del digástrico emite comúnmente, por su lado inferomedial, dos órdenes de fibras: unas internas, que se dirigen hacia la línea media y se entrcruzan con las del lado opuesto, y otras inferiores, que descienden al cuerpo del hioides y se fijan fuertemente en el mismo. Las fibras internas forman casi siempre una especia de hoja aponeurótica, que une el tendón del lado derecho con el del lado izquierdo: es la aponeurosis digástrica. En cuanto a las fibras descendentes, ofrecen algunas veces la forma de arco o de una especie de túnel en donde penetra el tendón. Sin embargo esta disposición en túnel es bastante rara. Más raramente aún se observa la formación a su nivel de una bolsa serosa destinada a favorecer el deslizamiento del tendón.
Cualquiera que sea la disposición, sumamente variable, de la lámina fibrosa que une el tendón intermedio al hueso hioides, esta lámina es constante y a ella es debida, más que al ojal del músculo estilohioideo, la reflexión que en este punto sufre el músculo digástrico.

## Relaciones
Las relaciones del músculo digástrico varían en cada una de sus tres porciones:
- El vientre posterior, aplanado de fuera a dentro, ofrece para su estudio dos caras, una lateral y otra medial. La cara lateral está cubierta, inmediatamente por delante de la apófisis mastoides, por los tres músculos complexos menor, esplenio y esternocleidomastoideo.

Su Tendón Intermedio se relaciona externamente con la glándula Submaxilar e internamente con el borde posterior del Milohioideo y el Nervio Hipogloso; con estos dos últimos elementos conforma el triángulo de Pirogoff, cuyo fondo está conformado por el músculo Hiogloso que oculta la Arteria Lingual.
El Vientre Anterior se relaciona hacia abajo directamente con la Aponeurosis Cervical Superficial, luego con la múculo Cutáneo del Cuello o Platisma, y finalmente con la piel. Hacia arriba este vientre se relaciona con el músculo Milohioideo. Ambos vientres anteriores conforman un triángulo que tiene como base el hueso Hioides, se denomina Espacio Interdigástrico y Triángulo Submental.

## Trayecto
El músculo digástrico está compuesto por dos vientres; uno posterior y otro anterior separados por un tendón intermedio. El vientre posterior se inserta superiormente en la ranura digástrica ubicada en la cara interna de la apófisis mastoides del hueso temporal, desde ahí se dirige adelante abajo y adentro hacia el Hueso Hioides, donde se convierte en tendón y cambia drásticamente su dirección. En este punto pasa a través de un ojal formado por los dos fascículos del músculo (o ligamento) estilohioideo, y se fija al hueso hioides mediante una vaina aponeurótica (vaina hiodigástrica). Desde aquí sus fibras vuelven a ser musculares en el para formar el Vientre Anterior, dirigiéndose arriba adelante y adentro para insertarse finalmente en la fosita digástrica ubicada en la cara interna del cuerpo de la mandíbula.

## Acción
Cuando el músculo digástrico se contrae, produce el elevamiento del hueso hioides. Si el hioides se mantiene en su posición (debido a los músculos infrahioides), tiende a impulsar hacia abajo la mandíbula y abre la boca -músculo depresor de la mandíbula, para algunos autores-, contribuyendo a la masticación.